# 博隆
博隆（ボーロン、1978年4月18日 - ）は、新潟県出身の俳優。本名は塚越 博隆。所属事務所は北京金色池塘影視文化有限公司。

## 来歴・人物
博隆（ボーロン、Bo Long）は中国の北京市に拠点を置き、中国全土で活動している日本人俳優である。ボーロンとは名前、博隆の中国語読みである。中国では博隆（Bo Long）または本名の塚越博隆（Zhong Yue Bo Long）で活動し、日本ではカタカナ表記のボーロンの名で活動している。
2001年に語学留学のため中国へ渡るが、滞在中に中国のドラマへの出演依頼があり、それを機に北京電影学院と中央戯劇学院の演劇課に研究生として入学、約2年の研修過程を経て中国での俳優業を開始する。日本での役者としての経験は少なく、2006年の『偉大なる旅人』、2008年の『上海タイフーン』のみである。
爽やかな容姿のため中国で活動する他の日本人俳優達とは違い、一般的な残忍な日本人兵役よりも捕虜になった日本人や強制的に戦争に参加させられた青年などいわば“戦争の被害者”的な役柄を演ずる事が多い。
流暢な中国語を話すため、俳優業の他、制作方面を兼任する事もある。また、英語も話す。
特技は日舞、歌唱。

## エピソード
日本人からよく『日本語がお上手ですね』と中国人だと思われる事がある。また中国国内でもシンガポール人や香港人、また新疆（ウイグル）人と思われることもある。
　映画「太行山上」での三木兵太郎の役では、捕虜になっていた若い兵士の故郷を思う気持ちを体当たりで演じ、戦争の悲惨さを観衆に訴えた。
　映画「闘牛」の撮影では、管虎監督に中国のどの俳優よりも怪我と困難を恐れない俳優と評された。
　2008年に日本代表として烟台・国際アニメフェスティバルに参加。4曲の日本のアニメソングをメドレーで披露しその歌唱力と、激しいパフォーマンスに高い評価を受けた。

## 主な出演作品
| タイトル                                         | 種別             | 役名                         |
| ------------------------------------------------ | ---------------- | ---------------------------- |
| 记忆的证明（記憶の証明・2002年）                 | テレビドラマ     | 秘書 役                      |
| 太行山上（太行山上・2004年）                     | 映画             | 三木兵太郎 役                |
| 白求恩（白求恩・2005年）                         | テレビドラマ     | 佐藤 役                      |
| 奔跑的梦想（奔走の夢・2005年）                   | 映画             | 神谷 役                      |
| 望春风（望春風・2006年）                         | テレビドラマ     | 徳川太郎 役                  |
| 偉大なる旅人〜鄭和〜（2006年）                   | ドキュメンタリー | 馬歓 役                      |
| 峰火（コールドフレーム・2006年）                 | 映画             | 工藤 役                      |
| 男人的天堂（男の天堂・2007年）                   | テレビドラマ     | 北海一郎・北海川雄 役（2役） |
| 飞虎队谍战（フライングタイガースパイ戦・2007年） | 映画             | 清水 役                      |
| 上海タイフーン（2008年）                         | ドラマ           | 張正芸 役                    |
| 闘牛（闘牛・2009年公開予定）                     | 映画             | 渋谷正一 役                  |
| 地道英雄（地道英雄・2009年放送予定）             | ドラマ           | 山木一郎 役                  |
| 去延安（延安へ・2009年放送予定）                 | ドラマ           | 軍曹・森木 役                |

## 主なテレビ番組・イベント等
| GM7 （2002年）                                     | フィリピンテレビ               | チャリティーイベント |
| 東方時尚美麗夢工場（2003年）                       | 中央電視台（中央テレビ・中国） | バラエティー         |
| 同楽五州（2004年）                                 | 中央電視台（中央テレビ・中国） | バラエティー         |
| 烟台・国際動漫節（アニメフェスティバル）（2008年） | 烟台テレビ他                   | 歌番組               |